# Fernando Guidicelli
Fernando Rubens Pasi Guidicelli (ur. 1 kwietnia 1903 w Rio de Janeiro, zm. 28 grudnia 1968 tamże) – brazylijsko-włoski piłkarz. Podczas gry w Europie używał nazwiska Fernando Guidicelli. Podczas kariery grał na pozycji defensywnego pomocnika.
Zaczynał karierę w América Rio de Janeiro, gdzie grał w latach 1924–1927. Kolejne 3 lata 1928–1930 grał we Fluminense FC, po czym opuścił Brazylię i wyjechał do Włoch. We Włoszech jako Fernando Guidicelli grał pierw w Torino FC 1931–1933. W 1934 opuścił Włochy i przeszedł do francuskiego Girondins Bordeaux, gdzie grał przez sezon. W 1935 wyjechał do Hiszpanii i został zawodnikiem słynnego Realu Madryt. W Realu grał w sezonie 1935–1936 i zdobył z nim Puchar Hiszpanii – Copa del Rey. Był to ostatni sezon w jego karierze, gdyż w Hiszpanii wybuchła wojna domowa, a Fernando Guidicelli nie zdecydował się na kontynuowanie kariery w innym kraju.
Fernando Guidicelli na początku lat 30. występował w reprezentacji Brazylii. Zadebiutował w niej 14 lipca 1930 w przegranym meczu z reprezentacją Jugosławii na mistrzostwach świata, które rozgrywane były na stadionach Urugwaju. Wystąpił także w drugim meczu turnieju z Boliwią. Ostatnim jego meczem w reprezentacji było spotkanie z Jugosławią 10 sierpnia 1930.